# Tonje Sekse
Tonje Sekse (1992) è un'ex sciatrice alpina norvegese.

## Biografia
Attiva in gare FIS dal novembre del 2007, la Sekse ha esordito in Coppa Europa a Lillehammer Kvitfjell il 3 dicembre 2010 in slalom gigante, senza completare la prova; il 15 marzo 2013 ha ottenuto a Sugar Bowl in slalom speciale il suo unico podio in Nor-Am Cup (3ª). Si è ritirata al termine della stagione 2015-2016 e la sua ultima gara in carriera è stata lo slalom gigante dei Campionati statunitensi 2016, il 27 marzo a Sun Valley, non completato dalla Sekse; non ha debuttato in Coppa del Mondo né preso parte a rassegne olimpiche o iridate.

## Palmarès

### Nor-Am Cup
- Miglior piazzamento in classifica generale: 26ª nel 2013
- 1 podio:
  - 1 terzo posto